# Gabriel Gervais Chardin

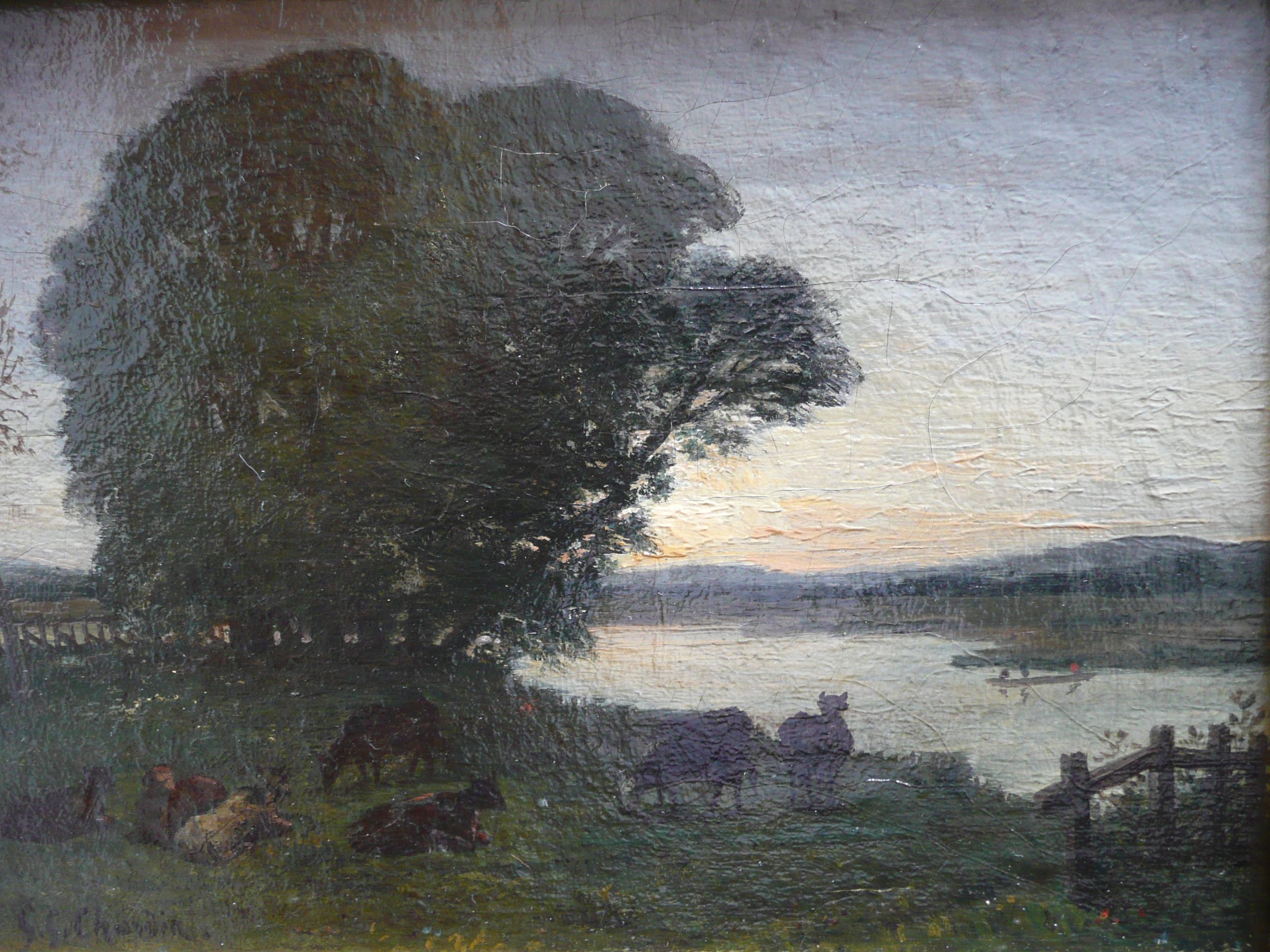
Gabriel Gervais Chardin: Abendstimmung mit Kühen, o. J., 15 × 20 cm, Öl auf Holz

Gabriel Gervais Chardin (* 21. November 1814 in Paris; † Oktober 1907 daselbst) war ein französischer Landschafts- und Tiermaler. Er gehörte zur Schule von Barbizon.

## Leben und Werk
Chardin war Schüler von Camille Roqueplan und Constant Troyon. Zum ersten Mal wurde 1841 eines seiner Bilder im Salon de Paris, der offiziellen Leistungsschau der zeitgenössischen französischen Künstler, ausgestellt, in den Jahren 1845 bis 1868 fast jedes Jahr wieder. Meist waren es Landschaften aus der Umgebung von Paris, besonders die Gegend um Compiègne und Étampes, häufig mit Tieren, z. B. Kühen oder Jagdhunden, ausstaffiert. Realistische Freilichtmalerei und Gestaltung großer Raumtiefe zeigen seine Meisterschaft als Maler der Barbizon-Schule.

## Werke in öffentlichen Sammlungen
- Musée des beaux-arts, Rennes: Tête de chien, Öl auf Holz, (erworben 1906) Inv. 06.27.4[1]